# Drzewica (gemeente)
De gemeente Drzewica is een stad- en landgemeente in het Poolse woiwodschap Łódź, in powiat Opoczyński.
De zetel van de gemeente is in Drzewica.
Op 30 juni 2004 telde de gemeente 11 157 inwoners.

## Oppervlakte gegevens
In 2002 bedroeg de totale oppervlakte van gemeente Drzewica 118,42 km², waarvan:
- agrarisch gebied: 60%
- bossen: 33%

De gemeente beslaat 11,4% van de totale oppervlakte van de powiat.

## Demografie
Stand op 30 juni 2004:
| Omschrijving                   | Totaal | Totaal | Vrouwen | Vrouwen | Mannen | Mannen |
| ------------------------------ | ------ | ------ | ------- | ------- | ------ | ------ |
| eenheid                        | aantal | %      | aantal  | %       | aantal | %      |
| inwoners                       | 11 157 | 100    | 5650    | 50,6    | 5507   | 49,4   |
| bevolkingsdichtheid (inw./km²) | 94,2   | 94,2   | 47,7    | 47,7    | 46,5   | 46,5   |

In 2002 bedroeg het gemiddelde inkomen per inwoner 1270,79 zł.

## Administratieve plaatsen (sołectwo)
Brzustowiec, Brzuza, Dąbrówka, Domaszno, Giełzów, Idzikowice, Jelnia, Krzczonów, Radzice Duże, Radzice Małe, Strzyżów, Trzebina, Werówka, Zakościele, Żardki, Żdżary.
Zonder de status sołectwo : Augustów, Świerczyna

## Aangrenzende gemeenten
Gielniów, Odrzywół, Opoczno, Poświętne, Rusinów